# Malcolm de Chazal
Malcolm de Chazal (Vacoas-Phoenix, 12 de setembre de 1902 - Curepipe, 1 d'octubre de 1981) fou un escriptor d'illa Maurici i que segons la Historia del dodo, va entusiasmar a André Breton, Georges Bataille, Jean Dubuffet i altres intel·lectuals de l'època, sent considerat un dels escriptors en llengua francesa més originals i interessants del seu segle. Un escriptor que recorda al mateix temps les gregueries de Ramón Gómez de la Serna i la vehemència visionària de William Blake. Un escriptor que no va trigar a escriure a André Gide per convertir-lo i a Jean-Paul Sartre per desafiar-lo.
Un dels seus ancestres, François de Chazal de la Genesté, va ser membre de la Rosa-Creu al segle xviii i tenia una visió mística de la vida influenciada per la seva formació rebuda a l'Església de la Nova Jerusalem. Amb setze any, el 1918, va acompanyar als seus germà a Bâton-Rouge a Louisiana, on es va formar com a enginyer agrònom industrial sucrer i després de treballar uns mesos a Cuba, va retornar a la seva illa natal el 1925, on va treballar diversos anys en la indústria del sucre i més tard en la tèxtil, encara que va deixar aquest treball i va treballar com a funcionari de telecomunicacions de 1937 fins a la seva jubilació el 1957.
L'obra de Malcolm de Chazal està composta de seixanta títols: col·leccions d'aforismes i poesia, assajos metafísics, obres de teatre o contes, als quals caldria sumar prop d'un milers de comunicats de cròniques publicades entre 1948 i 1978. A partir de 1957, Chazal va tornar a la pintura i va realitzar centenars de treballs. A la dècada del 1940 es va produir l'apogeu de Malcolm de
Chazal amb la publicació a París de Sens-Plastique (Gallimard, 1948) i La vie filtrée (Gallimard, 1949), i amb això va finalitzar la intensa producció d'aforismes que, de 1940 a 1947, havia conformat la imatge d'un escriptor-pensador d'un geni insòlit que s'expressava a través de la seva capacitat per «crear pendents en les paraules, trencar les barreres del llenguatge per deixar passar i fluir cap a fora la sensació». La dècada del 1950 perllonga l'anterior dècada, en el sentit d'anar molt més enllà: el trobador descobreix que les paraules posseeixen una «ànima-poesia».
Sens magique (1957) és la seva primera expressió poètica i per a molts intel·lectuals, la més important. Un compendi de poemes màgics, de colors, de formes, de sensacions i experiències gairebé místiques.